# Cynan ap Brochmael ab Ednyfed
Cynan ap Brochwael ab Ednyfed (fl.  IXe siècle) est le dernier souverain du royaume de Meirionydd

## Contexte
Cynan est l'ultime des princes de Meirionydd dont la généalogie est donnée par les Harleian genealogies: 
[C]inan map brochmail map Iutnimet map Egeniud map Brocmail map Sualda map Iudris map Gueinoth map Glitnoth map Guurgint barmb truch map Gatgulart map Meriaun map Cuneda.
Bien que cette généalogie présente Brochmael II comme le père à Cynan, il semble qu'il manque les quatre ou cinq générations précédentesDans ce contexte selon les estimations par génération de Peter Bartrum sa date de naissance devrait s'établir au plus tard vers 800.
Les Annales Cambriae mentionnent sa mort lors d'un combat (la Bataille de Cynan) en 880 vraisemblablement contre Cadell, le frère d'Anarawd ap Rhodri du royaume de Gwynedd.

## Sources
- (en) Peter Bartrum, A Welsh classical dictionary: people in history and legend up to about A.D. 1000, Aberystwyth, National Library of Wales, 1993 (ISBN 9780907158738), p. 185 CYNAN ap BROCHWEL ab EDNYFED. (800)
- (en) Mike Ashley, The Mammoth Book of British Kings and Queens (England, Scotland and Wales), Londres, Robinson, 1998 (ISBN 1841190969), p. 162 Cynan ap Brochmal Meirionydd fl 870s.
- (en) Timothy Venning, The Kings & Queens of Wales, Mill Brimscombe Port Stroud, Amberley Publishing,, 2013 (ISBN 9781445615776), p. 104-105 Rulers of Meirionydd